# テングノメシガイ
テングノメシガイ（天狗ノ飯匙・天狗飯櫂、学名: Trichoglossum hirsutum）は、テングノメシガイ科テングノメシガイ属に属する棍棒状の小型のキノコ（菌類）。似た種がたくさん知られていて、分類は難しいとされる。食用不適。

## 分布・生態
腐生菌（腐生性）。初夏（梅雨）から秋にかけて、コケ群落、草地などの地上に生える。特に湿った林内の腐食から発生する。1本だけ単生するのではなく、いくつもの子実体が地面から散生することが多い。人家の庭でも、湿ったコケ群落の間から生えてくることがある。

## 形態
日本各地を含む北半球、オーストラリアなど世界の温帯域に広く分布する。
子実体は頭部と柄からなる棍棒形で、長さは2 - 8センチメートル (cm) ほど。細長いスプーン状、あるいは槍の穂先形に例えられる。全体が黒褐色から黒色で、上部（頭部）は球形、楕円形、披針形、棍棒状、あるいはしゃもじ状でやや扁平になり、径は3 - 7ミリメートル (mm) 。基部（柄）は、径1 - 2 mmの円柱形の棒状になる。頭部表面の子実層と柄の表面には、浅い縦筋を有するビロード状の微細な毛状菌糸が生える。
側糸は糸状で、径2 - 4マイクロメートル (μm) 、隔壁があり、頂部は棍棒状に膨れて湾曲する。
子囊胞子は大きさ90 - 130 × 5 - 6 μmの円筒状の棍棒形で、平滑、褐色をしている。胞子は細長く、成熟すると14 - 16個にもなる隔膜を生じて多細胞になる。

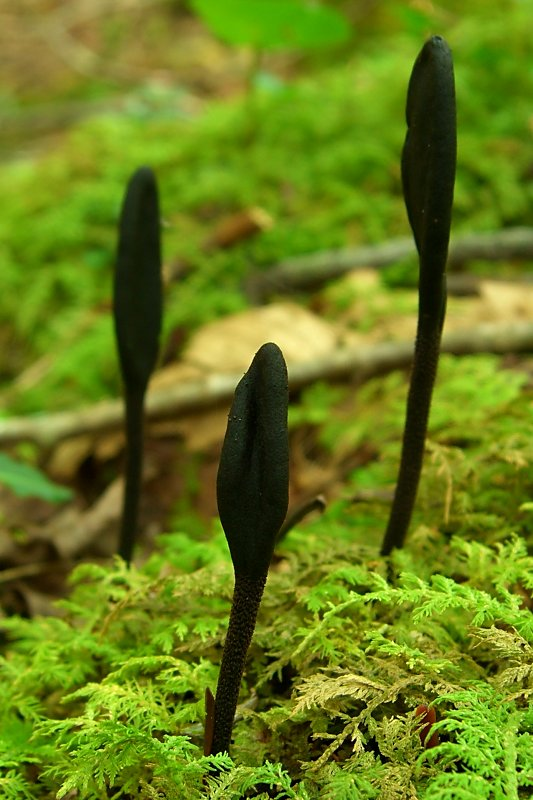
コケ類の間から発生した子実体
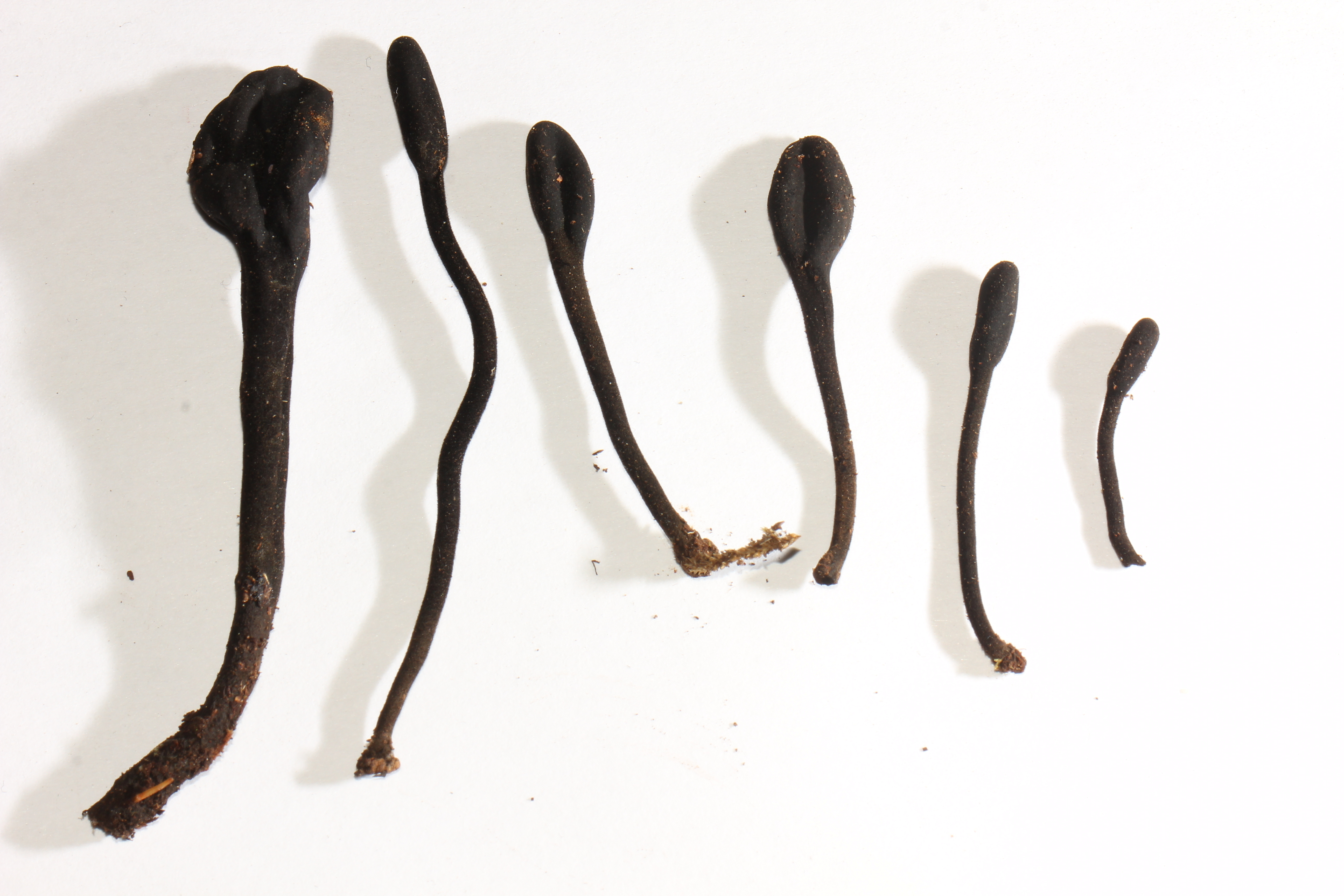
黒色でサジ状の頭部と棒状の柄からなる
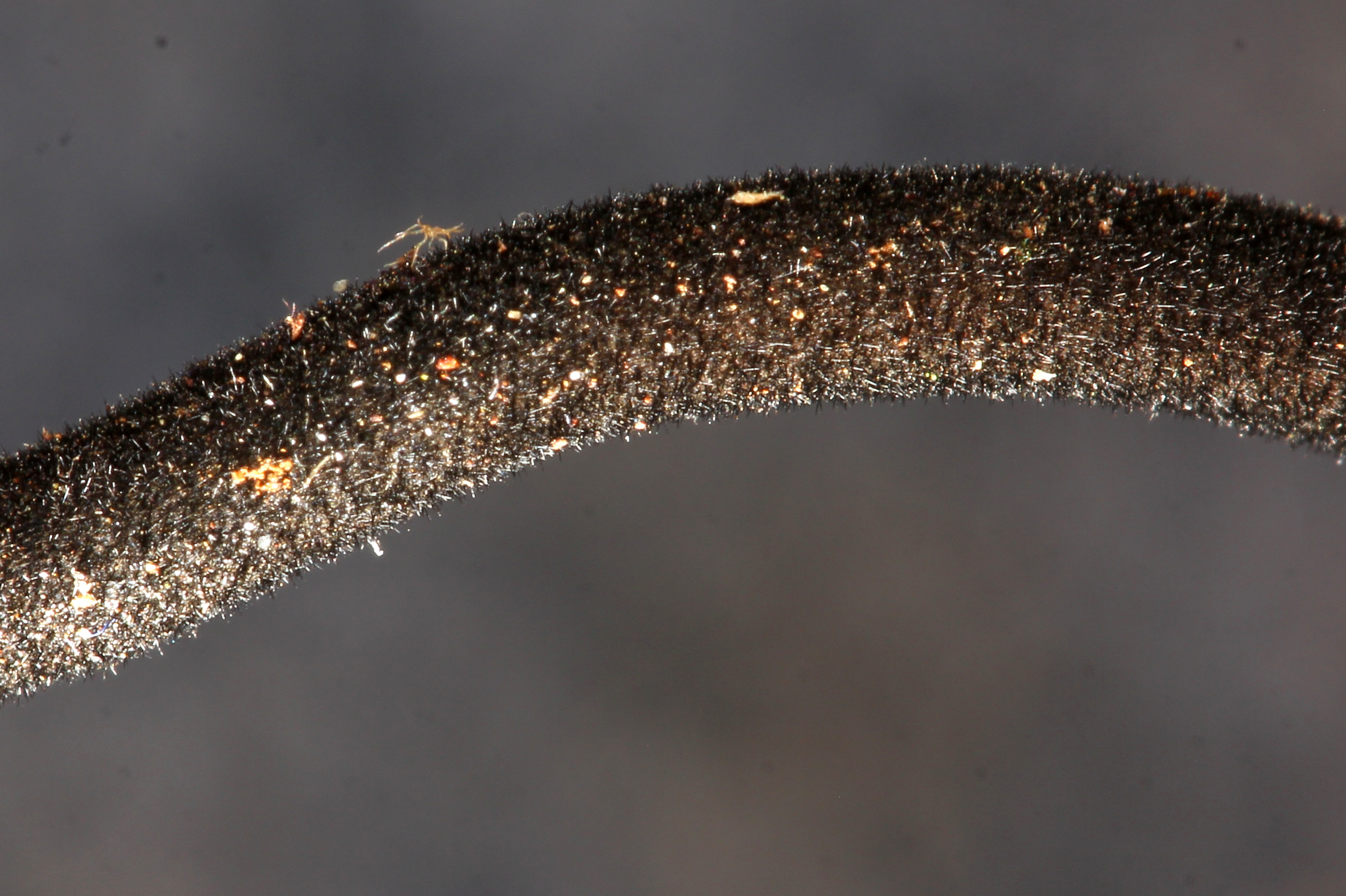
表面は糸状菌糸が密生する
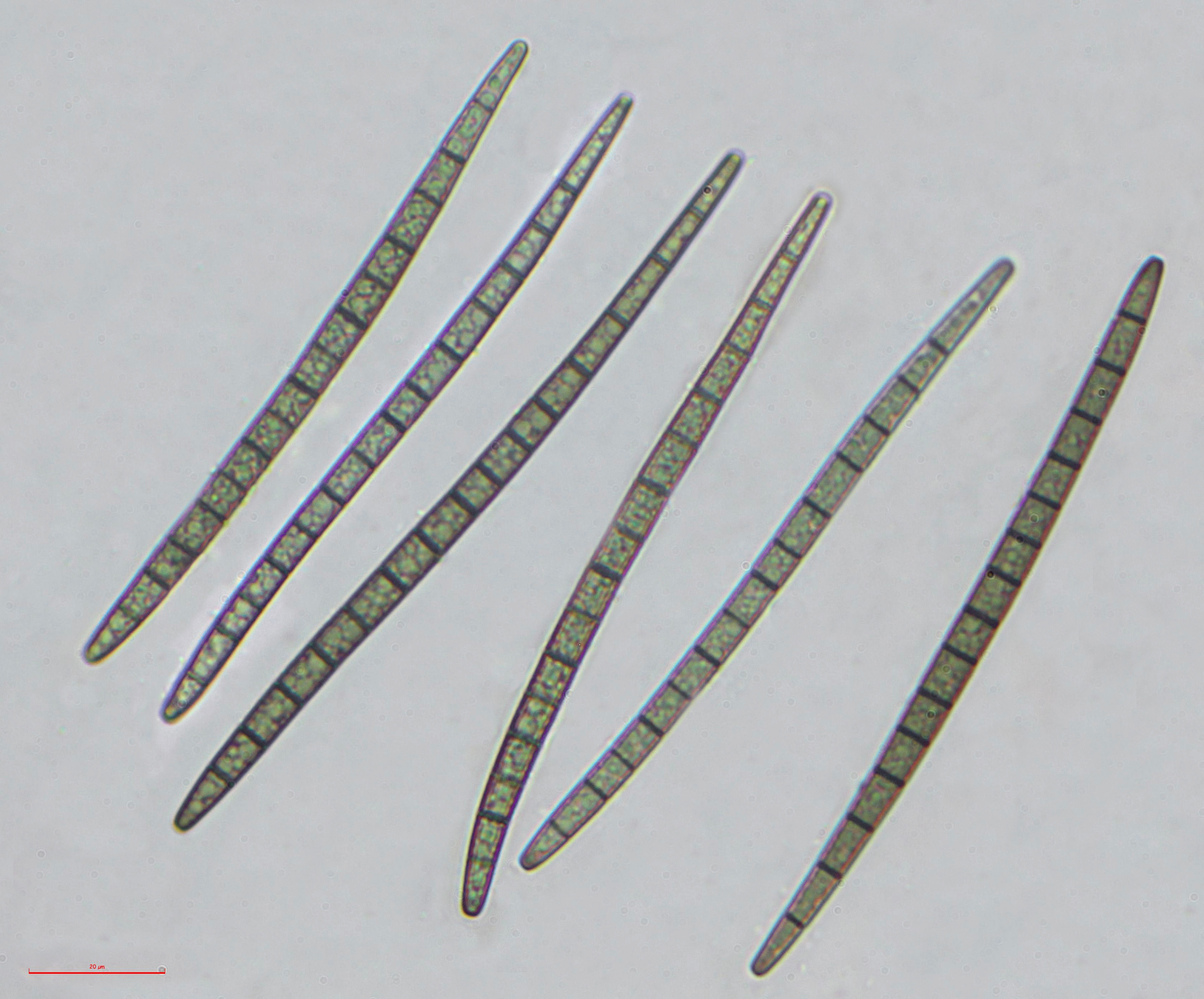
胞子の顕微鏡画像。15個前後の隔膜があるのが特徴。

## 類似種
ナナフシテングノメシガイ（Trichoglossum walteri）は、大きさ70 - 90 × 4 - 6 μmの子囊胞子を持ち、細胞に7隔壁を生じる。